# そずり鍋

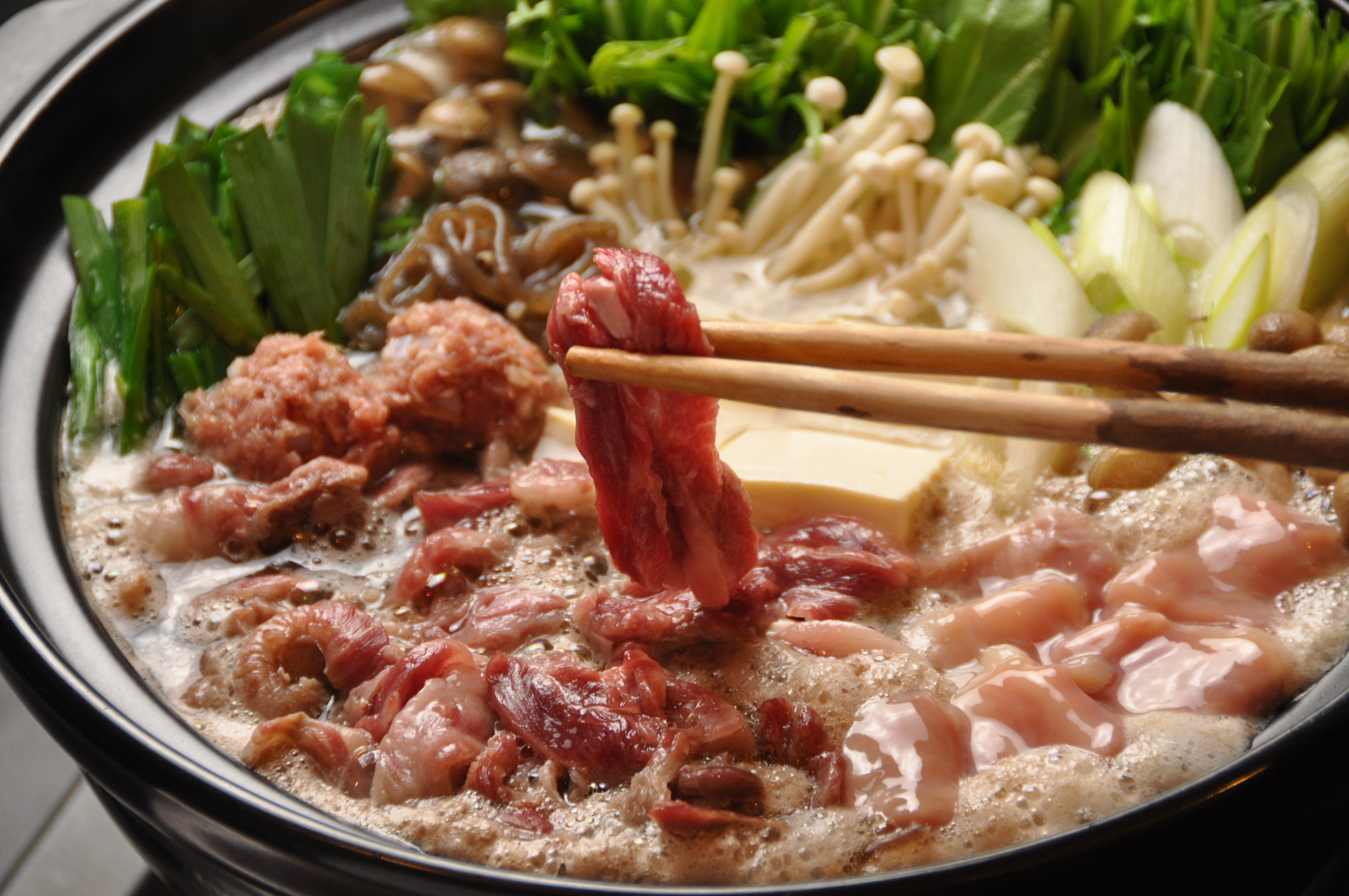
そずり鍋

そずり鍋（そずりなべ）とは、岡山県津山市の郷土料理で、名物鍋料理。

## 概要
津山は出雲街道が通る交通の要衝であり、705年には農耕用、輸送用の牛馬の市が開かれていたという記録が残っている。江戸時代も津山藩においては、滋養強壮の食材、養生食い（ようじょうぐい）として、彦根藩と共に牛肉食を江戸幕府から許可されていた。
「津山四大牛肉料理」として、脂身の少ない牛肉を塩もみして天日干しした干し肉、牛のアキレス腱を煮込んだ煮こごり、ヨメナカセ（牛の大動脈）を焼いたり、揚げて天ぷらにした料理、そして、そずり鍋といった牛肉文化が発達した。なお、近年では津山ホルモンうどんを合わせて「津山五大牛肉料理」とも呼称する。
「そずり」とは津山方言で「削る」の意である。牛の骨（牛のアバラ骨）についた肉をそずり（削り）落とし、野菜や豆腐と一緒に甘辛い割下で煮込んだ料理である。
津山市では年間を通して多くの飲食店で提供されている。
2022年にはセブン-イレブンから電子レンジ加熱して食べる商品が岡山県内と四国4県のセブン-イレブンで販売された。製品の完成試食会には津山市長の谷口圭三も参加し、「本物である」との感想を述べ、製品によって津山を訪れるきっかけになれば良いと語った。
2023年には文化庁が認定する「100年フード」に選ばれた。